# Prawosławie w Indiach
Obecność prawosławia w Indiach w przeszłości wiązała się z żyjącymi stale lub czasowo w tym kraju kupcami greckimi, obecnie zaś głównie z misją, jaką prowadzi w tym kraju patriarchat Konstantynopola. Religię tę wyznaje również skupiona w Nowym Delhi mniejszość rosyjska. 

## Patriarchat Konstantynopola
W XIX i XX wieku na terenie Indii pojawiły się pierwsze grupy kupców greckich wyznających prawosławie. Ich głównym skupiskiem był Bengal Zachodni, gdzie w Kalkucie powstała w 1924 pierwsza cerkiew, nosząca wezwanie Przemienienia Pańskiego. Przy cerkwi został zorganizowany cmentarz prawosławny. Funkcjonowały one do 1950 – po uzyskaniu przez Indie niepodległości społeczność grecka została zmuszona do opuszczenia miasta, prawo do powrotu i wyremontowania zdewastowanej cerkwi otrzymała w 18 lat później. 
W 1980 patriarchat Konstantynopola zorganizował stałą misję, również w Bengalu Zachodnim, na obszarach wiejskich 150 km od Kalkuty. Głównym organizatorem misji był grecki mnich Atanazy (Antides), wcześniej uczestnik misji w Afryce. Przetłumaczył on prawosławne księgi liturgiczne oraz katechizm na miejscowy dialekt bengalski oraz wybudował w miejscowości Arambag cerkiew św. Tomasza. Zmarł w 1990, jednak praca misyjna w Bengalu Zachodnim jest kontynuowana przez duchownych greckich oraz nielicznych kapłanów-konwertytów z hinduizmu. Oprócz wymienionych wyżej dwóch parafii posiadają oni jeszcze cerkiew Trójcy Świętej w Thakuranichak i powołali placówki duszpasterskie (nieposiadające własnych świątyń) w miejscowościach Akhina, Nerandrachak, Nandapur, Bandar-Kak-Nam, Modina, Paroul, Boramara, Bolouri, Damo Darpur, Kawkdir i Falta. Misjonarze greccy prowadzą na terenie Indii również działalność charytatywną.
Od 1924 do 1996 prawosławni Grecy żyjący w Indiach podlegali metropolii Australii i Nowej Zelandii. W latach 1996–2008 należeli do metropolii Hongkongu; 9 stycznia 2008 Indie znalazły się w obszarze wyodrębnionej z niej metropolii Singapuru.

## Rosyjski Kościół Prawosławny
Pierwsza placówka duszpasterska podległa patriarsze Moskwy powstała przy ambasadzie rosyjskiej w Nowym Delhi. W nabożeństwach, odprawianych przez duchownych rosyjskich, uczestniczyli prawosławni dyplomaci rosyjscy i innych narodowości. Na początku XXI w. na potrzeby prawosławnych żyjących w mieście (głównie Rosjan) powstała parafia św. Tomasza, która od grudnia 2006 formalnie pozostaje w jurysdykcji Rosyjskiego Kościoła Prawosławnego i jest obsługiwana przez kler z tego kraju.